# Balborinho
O balborinho (grafias alternativas borborinho, barborinho ou belborinho) é um ser mítico do folclore português. O balborinho é um redemoinho de vento que surge nas horas abertas, principalmente nas encruzilhadas dos caminhos. Dentro do balborinho vão as almas penadas de campesinos que cometeram delitos agrários, e não podem entrar no céu por estarem em dívida para com os vivos, tendo necessidade de lhes restituir o que surripiaram. 

## Relatos etnográficos
Vários etnólogos e antropólogos portugueses do século XIX e XX, dos quais se destacam José Leite de Vasconcellos, Teófilo Braga, Adolfo Coelho e Pedro Tudella, recolheram um vasto rol de relatos junto de populares, de Norte a Sul de Portugal, a respeito das mais variadas críptides do folclore português, incluindo, naturalmente, o Balborinho.
Dentre esses relatos, sobressaem os seguintes:
Em várias zonas do país, no século XIX, havia a crença de que no seio dos balborinhos surgem diabos e bruxas. A forma de espaventar estes seres que provêm do balborinho, porém, variava de terra para terra.
- Em Briteiros, a recomendação que se fazia era persignar-se, enquanto se lhes dizia a seguinte invocação: «Vai-te para quem te comeu as leiras». Acreditando-se que as palhas levantadas pelos balborinhos designam terras que foram usurpadas aos seus donos. [8]

- Em Moncorvo, por sua vez, recomendava-se atirar um canivete aberto ao centro do redemoinho de vento, a fim de esmadrigar de dentro do balborinho a Feiticeira ou Bruxa, que nele se ocultava.[9]

- No Minho em geral há referências a esta prática de lançar uma navalha ou faca ao centro do redemoinho, identificado como balborinho, por molde a dissipá-lo.[10]

- Em Fafe a táctica para escorraçar os balborinhos era persignar-se, enquanto se proferia a invocação: «Credo, santo nome de Jesus!»[11]

- Em São Pedro do Sul usava-se uma invocação em rima [12]:

Bolborinho do peccado/
Vae-te co Santigo;/
Bolborinho do demonho/
Vae-te co Sant'Antonho.
- Em Guimarães era crendice popular que em cada folha arrebatada ao vento de um balborinho ia um diabo.[13]

- Na Beira Alta onde lhe chamam «belborinho», descrevem-no como uma violenta rajada de vento, circunscrita a uma área exígua, capaz de arrebatar e levar consigo medas de palha inteiras, estralejando. Associa-se este inusitado fenómeno meteorológico à intervenção do diabo.[14]

- No Carregal do Sal, para rechaçar o belborinho, usava-se a invocação: «Penico! Caqueiro velho! Vai para o Inferno! Santo Nome de Jesus!»[15][4]

## Abonações literárias
Na obra «Tradições» de Adolfo Coelho, consta a seguinte passagem, alusiva ao balborinho:
"Empinando o sol, nas horas abertas, quando o grande Pan está a dormir, levanta-se ás vezes inopinadamente — de preferência nas encruzilhadas — um forte redemoinho de vento: balborinho, borborinho, berbrinho, besbrinho. N'esse caso, benzendo-nos, e depois de uma devota e benefica conjuração: Santo Nome de Jesus ! Credo ! Abrenuncio ! Vae-te para quem te comeu as leiras ! devemos seguil-o com a vista, observando onde as palhinhas e folhas acarretadas pelo vento forem cahir, na certeza que é lá que se cometteu qualquer maleficio agrario, que incumbe sanar, — está bem visto em caso que resolvamos remir a alma atormentada do malfeitor que assim nos falla e implora."
No romance gráfico português, de 1987, «Mataram-no duas vezes - A lei do Trabuco e do Punhal», de Luis Avelar e Pedro Massano, à página 9, há a representação de dois bandoleiros da quadrilha de João Brandão, do século XIX, no rescaldo da guerra civil portuguesa, a dissipar um balborinho lançando-lhe uma navalha.

## Analogias mitológicas
Dentro do rol do folclore tradicional português, o balborinho assemelha-se ao rosemunho, manifestando-se ambos sob a forma de redemoinho, diferindo antes na sua etiologia, na hora da sua ocorrência e na forma de se dissiparem. O autor Miguel Abrantes entende que ambas são a mesma entidade folclórica, apenas com nomes diferentes, ao passo que Teófilo Braga, por seu turno, as entendia como duas entidades distintas.
José Leite de Vasconcellos, na sua obra «Tradições populares de Portugal», ao coligir as tradições orais populares a respeito do balborinho, faz uma analogia com outras tradições folclóricas de outras culturas, que poderão ter influído nesta superstição popular portuguesa.
Concretamente, socorre-se dos estudos do antropólogo britânico Edward Burnett Tylor, para fazer um paralelismo entre o balborinho e a crença muçulmana de que as trombas de areia (remoinhos ou tornados que se formam no deserto) se tratam de djinn em fuga. Servindo-se da mesma obra de Tylor, alude ainda aos  p'hepo do Sael e ao Boungie congolês, ambos espíritos ou demónios do vento, que se manifestam sob a forma de torvelinho.
Na esteira do paralelismo traçado por José Leite de Vasconcellos, é digno de menção que Adolfo Coelho, na sua obra «Obra Etnolográfica: Festas, Costumes e Outros Materiais para uma Etnologia de Portugal», no capítulo epigrafado  «As Superstições Portuguesas», ao discorrer a respeito das propriedades apotropaicas do ferro, na superstição popular portuguesa, mencionou o exemplo do balborinho, dissipado pela navalha. O que deu ensejo a uma nova analogia, desta vez, a respeito dos felás egípcios que, à guisa da sobredita crença muçulmana, ao deparar-se com trombas de areia, também julgavam tratar-se de um djinn, pelo que para o escorraçar tinham de entoar a invocação: «Ferro, o malévolo».